# Zdeněk Mlynář (Radsportler)
Zdeněk Mlynář (* 30. Oktober 1976 in Valtice) ist ein ehemaliger tschechischer Cyclocrossfahrer.

## Sportlicher Werdegang
Zdeněk Mlynář wurde 1995 Erster bei den Cyclocross-Weltmeisterschaften in Eschenbach im Junioren-Rennen. Im folgenden Jahr startete er in der neu gegründeten U23-Klasse, wo er die Bronzemedaille gewann. In den folgenden Jahren gewann er etliche Crossrennen in Tschechien und auch in den angrenzenden Ländern. 2002 siegte er im Eintagesrennen Velká Bíteš–Brno–Velká Bíteš. 
Von 2003 bis 2007 stand Mlynář bei dem tschechischen Continental Team AC Sparta Praha unter Vertrag. Den Großteil seiner Erfolge erzielte er bei Cyclocrossrennen in seiner Heimat Tschechien, wo er unter anderem acht Läufe im Budvar Cup und drei Läufe im Toi Toi Cup gewann. Den größten internationalen Erfolg seiner Karriere erzielte er im Oktober 2004, als er das Auftaktrennen zum UCI-Cyclocross-Weltcup 2004/05 gewinnen konnte. 
2008 erzielte er in Podbrezová den letzten Sieg seiner Karriere. Nach der Saison 2012/13 beendete er im Alter von 36 Jahren seine Karriere als Radsportler.

## Erfolge
1994/1995
- Cyclocross-Weltmeister (Junioren)

1995/1996
- Weltmeisterschaften (U23)

2004/2005
- UCI-Cyclocross-Weltcup, Wortegem-Petegem
- zwei Läufe Budvar Cup, Plzeň und Uničov

2005/2006
- Budvar Cup, Česká Lípa

2006/2007
- fünf Läufe Budvar Cup

2007/2008
- drei Läufe Toi Toi Cup

2008/2009
- Cyclocross International Podbrezova, Podbrezová

## Teams
- 2003–2007 AC Sparta Praha
- 2014–2015 Bohemia Cycling Track Team